# Rodolfo E. Modern
Rodolfo Enrique Modern (Buenos Aires, Argentina, 22 de julio de 1922 - Buenos Aires, 22 de marzo de 2016) fue un escritor, poeta , ensayista y abogado argentino.

## Biografía
Nació el 22 de julio de 1922 en Buenos Aires. Era doctor en Filosofía y Letras, abogado y doctor en derecho y Ciencias Sociales de la Universidad de Buenos Aires. Profesor de enseñanza secundaria, normal y especial en Letras. Poseía las cátedras universitarias de profesor titular de Literatura Alemana en la Universidad de Buenos Aires y en la Universidad Nacional de La Plata.
Era miembro de número de la Academia Argentina de Letras desde su elección en 1988, donde se desempeñó como su secretario general entre 1995 y 2007. Era miembro correspondiente de la Real Academia Española, año 1999. Era miembro correspondiente de la Academia Norteamericana de la Lengua Española, año 2001. Ex becario de la Fundación Alexander von Humboldt-Stiftung de Germanística, Univ. de Freiburg, República Federal de Alemania, 1960 / 61. Condecorado con la Cruz al Mérito, Primera Clase, otorgada por la República Federal de Alemania, 1981.
Ha recibido innumerables premios, entre ellos, la Faja de Honor de la SADE.
Falleció, a los 93 años, el 22 de marzo de 2016.

## Obras

### Teatro
- Penélope aguarda (con Jorgelina Loubet).
- Teatro completo (volumen I: Ligeramente infernal).
- Trompetas para el inocente; El linaje). Volumen II: (La mancha de Arequito).
- Paseo con Clara.
- Noche de ronda.
- El Nino.
- Cuarteto de Cámara.
- Los reinos.
- Contaminado.
- Interludio celeste.

### Poesía
- Distanciado cielo.
- Levántate y canta.
- Rueda en el espejo.
- Así, de esta manera.
- Andanzas de Odiseo.
- De lámparas y fuentes.
- En blanco y negro.
- Ascensión de lo grave.
- Existencia común.
- Asedio del ángel.
- Telón de fondo.
- Tiempo de espera.
- Antología poética (1963-1995).
- Intermitencias de la nada.

### Ensayos
- 1957: El expresionismo literario.
- 1961:Historia de la literatura alemana.
- 1968:La naturaleza en la obra de Georg Büchner.
- 1969:La literatura alemana del siglo XX.
- 1974:Estudios de literatura alemana.
- Autores alemanes de los siglos XVIII, XIX y XX.
- 1989:Hispanoamérica en la literatura alemana y otros ensayos.
- 1993:Franz Kafka.
- 1995:Narrativa y teatro alemán del siglo XX.
- Georg Trakl.[1]

## Premios y distinciones
- 1974:Faja de Honor de SADE.
- 1978:Faja de Honor de la SADE.
- 1984:Premio Konex - Diploma al Mérito
- 1994:Primer Premio en Poesía del Fondo Nacional de las Artes.
- 1997:Primer Premio en Ensayo de la Ciudad de Buenos Aires.
- 1998:Primer Premio Nacional en Ensayo.
- 1998:Premio "Esteban Echeverría" de Gente de Letras.
- 1998:Premio de Honor de la Fundación Argentina para la Poesía.

Además logró obtener el tercer premio en narrativa y dos segundos premios en poesía de la ciudad de Buenos Aires.